# إميلي كيندال فراي
إميلي كيندال فراي (بالإنجليزية: Emily Kendal Frey)‏ هي كاتِبة وشاعرة أمريكية، ولدت في 20 يناير 1976.